# Telomoyo
El Telomoyo (en javanès: Télåmåyå) és un estratovolcà en que es troba a la província de Java Central, Indonèsia. El cim s'eleva fins als 1.894 msnm. El volcà es va aixecar sobre el flanc sud del volcà Soropati, que té una alçada de 1.300 metres, i que va col·lapsar durant el Plistocè deixant una depressió en forma d'U.